# جبل الشارات
جبل الشارات أو جبال المعدن أو سييرا مورينا هو أحد السلاسل الجبلية الرئيسية في إسبانيا. تمتد تلك السلسلة لمسافة 450 كم من الشرق للغرب عبر جنوب شبه الجزيرة الإيبيرية، ممثلة الحد الجنوبي لأحد الصفائح التكتونية التي تتشكل منها شبه الجزيرة، وهي كذلك حد التصريف بين أودية نهر يانة والوادي الكبير، وأعلى قممها هي بانيولا بارتفاع 1,332 م، كما تشمل بعض القمم البارزة مثل كورال دي بوروس 1,312 م وكورال دي لا إستريا 1,298 م.